# خوک خاکی چاد
خوک خاکی چاد (نام علمی: Orycteropus abundulafus) نام یک گونه از سرده کاونده‌پاها است.